# Escudo de Tabasco
El Escudo del Estado Libre y Soberano de Tabasco es el escudo de armas del estado mexicano de Tabasco.
El escudo que representa al estado es de los más antiguos de América[cita requerida], ya que fue otorgado por el rey Felipe II de España a la ciudad de San Juan Bautista (Villahermosa) en 1598 al otorgarle el título de Villa Hermosa de San Juan Bautista, y desde 1892 se adoptó como representativo del estado de Tabasco.

## Descripción y significado
Consta de cuatro cuarteles,dos de gules (rojo granate) y dos plata. Los campos de plata expresan lealtad sin mancha entre Tabasco y España, y los campos de gules expresan la soberana autoridad del Rey y su protección a Tabasco. 
- En el Primer Cuartel; en campo de gules, cuatro torres almenadas en oro y masonadas en sable, puestas dos y dos, que representan al Reino de Castilla.
- En el Segundo Cuartel, en campo de plata, brazo siniestro (izquierdo) en adarga, espada alta de dos filos esgrimida; empuñadura de gules, que representan el poder español sobre la provincia.
- En el Tercer cuartel, en campo de plata, mujer naciente [a] en carnación, torso desnudo, acollarada, empenechada, faldellín de plumas en gules sombreadas de sinople, cintas en antebrazos de gules y ramos de flores en gules, talladas y hojadas en sinople en ambas manos, lo que representa la cultura indígena de la región, siendo el único elemento representativo del estado de Tabasco en el escudo.
- En el Cuarto, en campo de gules, león rampante, coronado, linguado y desarmado, en oro, representando al antiguo Reino de León.
- En el escudón oval de plata, busto de la Virgen Santa María Madre de Dios, coronada en oro, vestido en gules y mantelado en azur. Bordadura lisa en oro. Lo flanquean a diestra y siniestra las columnas de Hércules con base, fuste y capitel en plata sombreadas en sable; la diestra con banda cargada de letras en sinople que dice "PLVS" y la siniestra con barra cargada de letras en sinople que dice: "VLTRA". Simadas cada una con globo en azur con meridianos y paralelos en sable, sumados de cruces en sable, lo que se interpreta como "Mas allá de las columnas de Hércules", representante de los límites del mundo conocido, haciendo referencia al dominio español en el Nuevo Mundo.
- Al timbre, corona real cerrada que es un círculo de oro engastado de rubíes y esmeraldas de su color interpolados; compuesta de ocho florones de hojas de acanto en oro, visibles cinco y de cuyas hojas salen sendas diademas sumadas de perlas que convergen en el mundo de azur con el semimeridiano y el ecuador de oro, sumado de cruz de oro. La corona está forrada de gules. — Se trata de la Corona real de España, símbolo de la Monarquía española.

### Inconsistencia
La ley estatal de Tabasco describe el escudo incorrectamente, describiendo el primer cuartel con un solo castillo, en lugar de cuatro.